# Suzni aparat oka
Suzni aparat oka (lat. Apparatus lacrimalis) je funkcionalni deo oka odgovoran za produkciju i odvodnjavanje suza, čija je osnovna uloga zaštita oka. Zahvaljujući suzama rožnjača oka je uvek vlažna, što obezbeđuje uslov za njenu providnost. Suze imaju i lekovito svojstvo jer sadrže lizozim - koji djeluje baktericidno. 

## Suze
Suze su bistra, slankasta tečnost (po sastavu slična krvnoj plazmi) koju produkuje suzni aparat oka u toku fiziološkog procesa „podmazivanja“ i održavanja vlage u rožnjači i vežnjači, plača ili bolesti oka (koje može pratiti povećano ili smanjeno izlučivanje suza). Lučenje suza je pod uticajem autonomnog nervnog sistema. Snažne emocije, kao što su tuga, smeh, radost, pa i zevanje, može dovesti do pojačanog lučenja suza ili pojave plača.
Suze se sastoje od 99% vode i oko 1% ostalih organskih i neorganskih materija; 0,5% belančevina, plazme, natrijum bikarbonata, magnezijuma, kuhinjske soli i odbrambenog-baktericidnog enzima lizozima.  vrednost suza je blago alkalna.
Suze koje su proizvele suzne žlezde dospevaju u spoljašnjeg ugao oka u prostor između očnih jabučica i unutrašnje strane očnih kapaka, da bi se tokom treptanja kapcima širile po prednjoj površini rožnjača i vežnjače. Višak suza se preko suznih kanala uklanja iz oka u nosnu šupljinu. Zatoto se u toku jačeg plača može javiti curenje suza iz nosa, u spoljnu sredinu ili ždrelo.

## Građa
Suzni aparat oka se u funkcionalnom pogledu sastoji iz tri dela; sekretornog, intermedijarnog i ekskretornog.

### Sekretorni deo suznog aparata
Sekretorni deo suznog aparata čini suzna žlezda oka (lat. glandula lacrimalis) koja se sastoji iz dva dela; 
- Orbitalnog (lat. pars orbitalis), koji se nalazi sa unutrašnje strane spoljnjeg zida orbite (nije dostupan našem oku)
- Palpebralnog (lat. pars palpebralis), koji se nalazi u spoljnjem uglu oka (dostupan je našem pogledu).

Suzna žlezda je složena serozna tubularna žlezda koja ima 10-12 sekretornih odvodnih kanalića. Po histološkoj građi slična je parotidnoj (pljuvačnoj) žlijezdi. Ekskretorni kanalići su pokriveni kuboidnim ćelijskim epitelom, koji u interlobarnim kanalićima prelazi u dvoslojni epitel.

### Intermedijarni deo suznog aparata
Suze se formiraju u spoljnjem uglu oka, odakle u vidu potočića teku prema unutrašnjem uglu oka i stvaraju suzni potočić (lat. rivus lacrimalis). Deo suza se troši na vlaženje rožnjače, deo isparava, a deo suza se preko kapaka se sliva preko lica kao i u nosnu šupljinu. U unutrašnjem očnom uglu nalazi se suzno jezerce (lat. lacus lacrimalis) koje grade rubovi kapaka s jedne i polumesečasti nabor (lat. plica semilunaris) sa druge strane. Odatle preko odvodnih suznih kanalića suze odlaze u nosnu šupljinu.

### Ekskretorni deo suznog aparata
U blizini unutrašnjeg ugla oka, na ivici gornjeg i donjeg očnog kapka postoje mala ispupčenja (lat. papilla lacrimalis). Iz ovih papila polaze gornji i donji suzni kanali (lat. canalis lacrimalis superior et inferior) koji odvode višak suza u suznu vrećicu (lat. saccus lacrimalis) koja je smeštena u u udubljenju (lat. fossa sacci lacrimalis) na nosnoj kosti. Iz suzne vrećice suze dospevaju oticanjem kroz suzno-nosni kanal (lat. canalis lacrimonasalis) u nosnu šupljinu i završavaju u donjem nosnom hodniku ispod donje nosne školjke. Otvor na ulazu u donji nosni hodnik ograničava polumesečasti nabor (lat. plica semilunaris s. valvula Hassneri) koji, takođe, ima svoje patološko značenje.

## Stanja i bolesti
Neka od najčešćih stanja i bolesti koje utiču na suzni sistem uključuju:
- suve oči - multifaktorsko oboljenje suza i okularne površine, koje rezultuje simptomima nelagodnisti, smetnjama vida, nestabilnim suznim filmom i potencijalnim oštećenjem okularne površine. Može biti udruženo s povećanom osmolarnosti suznog filma i inflamacijom okularne površine.[7]

- suzne oči - često su povezane sa jakim emocijama kao što su tuga i radost. Kako su suze deo imunog sistema one štiti oči od infekcija. Kako ponekad suzni kanali ne mogu da propuste sve suze tada dolazi do suzenja oka. Ovo stanje se uglavnom rešava samo od sebe, ali suzne oči mogu da ukazuju i na neki hronični problem.

- blokada suznog kanala (opstrukcija nazolakrimalnog kanala) - je poremećaj u odvodnjavanju suza koje može biti delomična ili u potpuna, Kod ovog stanja suze ne otiču normalno, što uzrokuje vodenaste, nadražene ili hronično upaljene oči.

- zapaljenje suzne žlezde (dakrioadenitis) - je akutno ili hronično, jednostrano ili obostano zapaljenje suzne žlezde.[8]

- zapaljenje suzne kesice (dakriocistitis) je zapaljenjski proces koji najčešče nastaje kao sekundarna pojava zbog stenoze ili obliteracije suzonosnog kanala (lat. stenosis et obliteratio canalis lacrimonasalis).[9]

## Spoljašnje veze
- (језик: енглески) Anatomy of the human eye